# Kochanowice (stacja kolejowa)
Kochanowice – stacja kolejowa w Kochanowicach, na linii nr 61. Na stacji zatrzymują się tylko pociągi osobowe Polregio oraz Kolei Śląskich. Na stacji istnieje budynek dworca, brak natomiast kas biletowych.

## Ruch pasażerski
| Rok  | Wymiana pasażerska na dobę |
| ---- | -------------------------- |
| 2017 | 0-9                        |
| 2022 | 20-49                      |

## Połączenia
- Częstochowa (Koleje Śląskie S13, Polregio)
- Lubliniec (Koleje Śląskie S13, Polregio)
- Tarnowskie Góry (Polregio)
- Wrocław Główny (Polregio)
- Namysłów (Polregio)